# Alexeter albicoxis
Alexeter albicoxis är en stekelart som först beskrevs av Gabriel Strobl 1903.  Alexeter albicoxis ingår i släktet Alexeter och familjen brokparasitsteklar. Inga underarter finns listade i Catalogue of Life.